# Barkly East
Barkly East è un centro abitato del Sudafrica, situato nella provincia del Capo Orientale.